# Caridina pseudodenticulata
Caridina pseudodenticulata е вид десетоного от семейство Atyidae. Видът е уязвим и сериозно застрашен от изчезване.

## Разпространение и местообитание
Разпространен е в Провинции в КНР и Тайван.
Обитава крайбрежията на сладководни басейни и реки.

## Описание
Популацията на вида е намаляваща.